# Hama Hima Souley
Hama Hima Souley ou Hamadou Hima Souley, né en 1959, est un homme d'affaires nigérien.

## Biographie
Hamadou Hima Souley est né en 1959. Il est le fils d'un commerçant de Niamey qui développe une florissante entreprise d'import-export, l'Établissement Hima Souley et Fils, qui détient le monopole sur la distribution des produits Nestlé au Niger.
Hima Souley fait des études de droit à l'université de Niamey mais les abandonne à la mort de son père en 1985 pour prendre la direction de l'entreprise familiale,.
Hima Souley diversifie l'entreprise Hima Souley dans les secteurs du commerce du riz et du sucre. Hama Hima Souley devient l'un des principaux représentants des commerçants nigériens.
Il fait partie de la famille du colonel Ibrahim Bare Mainassara, arrivé à la tête du pays à la suite d'un coup d'État en janvier 1996. Hama Hima Souley ne s'implique pas directement en politique mais finance le Mouvement national pour la société du développement (MNSD-Nassara).
Il devient président du conseil d'administration de la Banque internationale pour l'Afrique-Niger (BIA-Niger), la principale banque du pays. Il investit aussi dans Télécel, la principale entreprise de téléphonie mobile du pays et en devient président du conseil d'administration. Son groupe croit encore en devenant actionnaire majoritaire de la SNAR Leyma (Société nigérienne d'assurance et de réassurance), la principale compagnie d'assurance du Niger.
Hima Souley est aussi propriétaire d'une station de radio et de télévision.
Il est également président de la Fédération nigérienne de football (FENIFOOT) de 1997 à 2005,.

## Source
- Abdourahmane Idrissa & Samuel Decalo. Historical Dictionary of Niger, Scarecrow, Plymouth, 2012,  (ISBN 978-0-8108-6094-0) p. 263.